# Zwettl (rivière)
La Zwettl est une rivière autrichienne longue de 55 km qui coule dans le land de  Basse-Autriche. Elle est un affluent de la Kamp et donc un sous-affluent du Danube.